# カレカレ

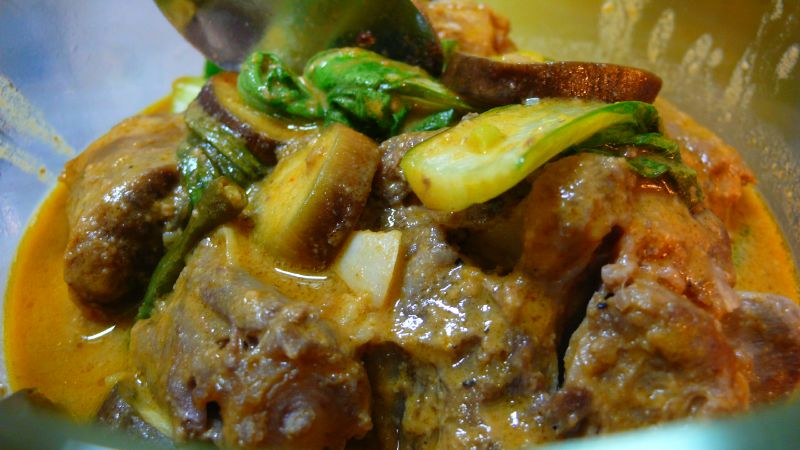
盛り付けられたカレカレ

カレカレ(Kare-kare)は、シチューに似たフィリピン料理である。ピーナッツソース、様々な野菜、牛テール、牛肉、そして時にもつやトライプを使って作られる。肉としては、ヤギの肉や稀に鶏肉も使われる。しばしばバゴーン（エビのペースト）と一緒に食べられる。トウガラシで味付けしたり、カラマンシーのジュースがかけられることもある。伝統的にフィリピン（特にパンパンガ州）の祭りはカレカレがないと終わらない。アメリカ風のものは、牛テールを牛肉に変えることもある。

## 歴史
カレカレの起源については、いくつかの説がある。1つは、パンパンガ州で最初に作られたというもので、もう1つは、スペイン人の到来以前にマニラに居住していたモロ人の食文化に由来するものであるという説である。フィリピン人にとっては国民食となっており、海外に移住したフィリピン人も好んで食べている。

## 調理

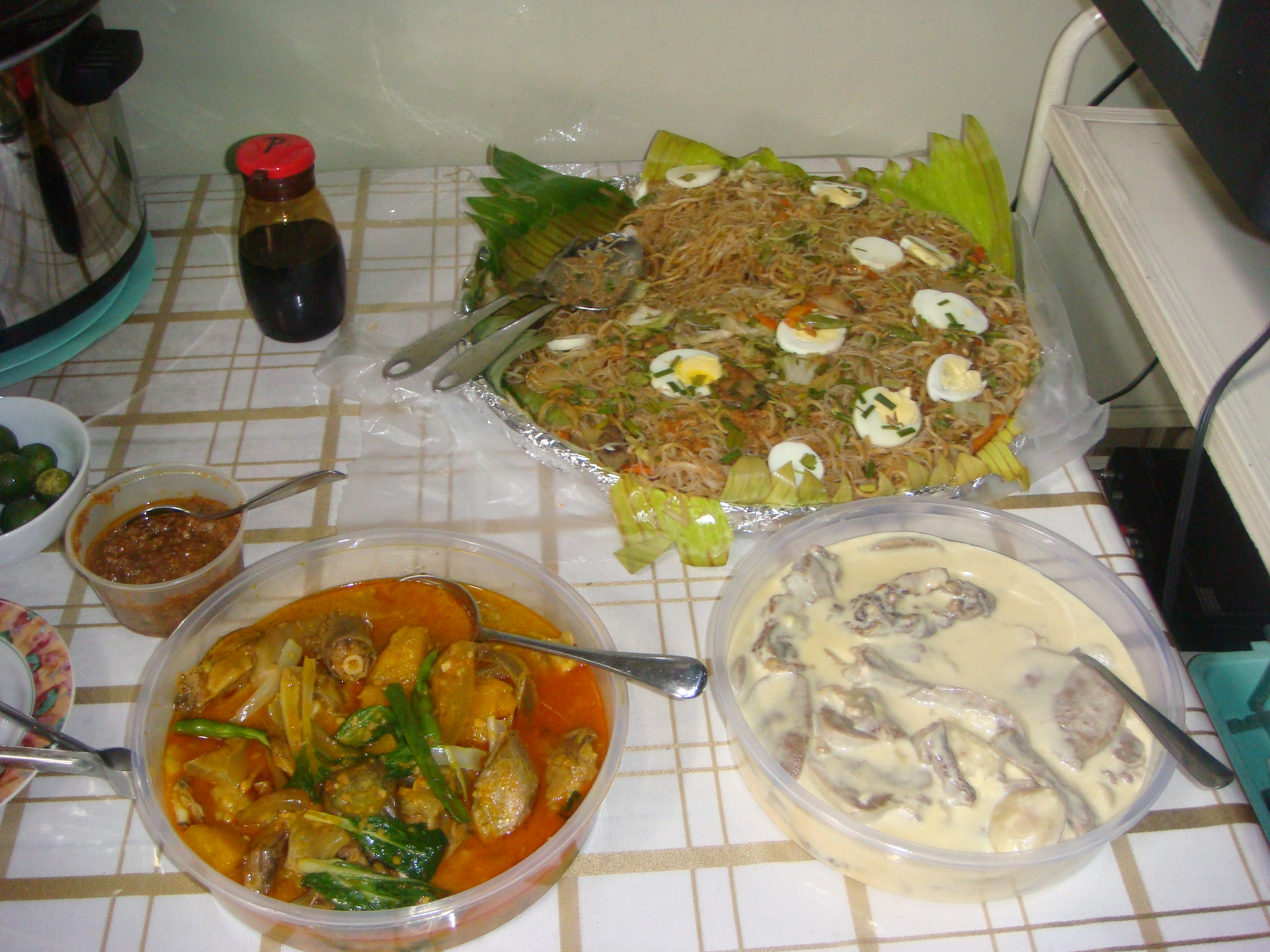
カレカレとホワイトソースをかけた牛タン、パンシットの食卓

皮がついたまま2インチの長さに切った牛テールとトライプは柔らかくなるまで茹でる。牛のスネ肉が加えられることもある。肉が柔らかくなり、スープがゼラチン質になったら、炒って挽いたピーナッツ（またはピーナッツバター）と同じく炒って挽いたもち米を加えてスープにとろみをつける。また着色のためにアナトーを加える。よく使われる野菜は、若いバナナのつぼみ、ナス、サヤマメ、ハクサイ等である。温かいまま、塩を振って焼いたエビのペーストを添えて出されることが多い。